# Гуревич, Александр Сергеевич
Александр Сергеевич Гуревич (Кулик) (10 июня 1959, Ленинград — 11 августа 2002, Санкт-Петербург) — русский поэт, переводчик поэзии и прозы.

## Биография
В документах была записана фамилия Кулик (по матери — Ирине Васильевне Кулик), в качестве псевдонима использовал свою исходную фамилию (по отцу — Сергею Григорьевичу Гуревичу, 1934—2021, доценту кафедры электротехнологической и преобразовательной техники ЛЭТИ). Дед со стороны отца — Григорий Фридлянд, историк и первый декан исторического факультета МГУ; дядя — Феликс Светов, писатель, диссидент.
Александр родился и прожил всю жизнь в Ленинграде — Петербурге. По образованию — математик: окончил 30-ю физ-мат школу, потом мат-мех Университета, по окончании работал научным сотрудником в одном из ленинградских НИИ, занимался моделированием загрязнения воздуха. Жена — Лариса Мелихова, научный работник, общественный деятель.
В годы перестройки начал писать стихи и переводить с английского стихи и прозу. В 1990 году ушел из НИИ и сделался переводчиком. Переводил технические тексты, работал в республике Коми у американских нефтеразведчиков, служил переводчиком в Университете. Участвовал в работе литобъединений Александра Кушнера и Нонны Слепаковой, а также семинаров переводчиков Сергея Степанова и М. А. Шерешевской. В 1997 году вступил в Союз писателей Санкт-Петербурга. Был участником различных конференций и съездов молодых литераторов, конгресса Европейских писателей, ряда встреч с американскими поэтами, организованными Консульством США в Санкт-Петербурге. В 1998 году получил 3-й приз на Североамериканском конкурсе открытой поэзии за автоперевод своего стихотворения на английский. Участвовал в деятельности Пенсил-клуба: неформального кружка поэтов Санкт-Петербурга, сочиняющих пародии и импровизации на заданные темы.
Скончался от тяжелой болезни в возрасте 43 лет. Похоронен на Серафимовском кладбище Санкт-Петербурга.

## Творчество

#### Сочинение стихов
А.Гуревич опубликовал следующие поэтические сборники:
- «Урок биографии». Санкт-Петербург, «Издательство Буковского», 1997.
- «По дороге» (в комплекте «Пенал для стихов»). Санкт-Петербург, изд. «Знак»,1999.
- «К исходной точке». Санкт-Петербург, изд. «Борей-Арт», 2002[3]. Художник — Наташа Манелис.

Некоторые стихотворения переведены на английский и французский языки.
Кроме того, стихи публиковались в следующих изданиях:
- в журналах «Звезда», «Нева», «Крещатик», «День и ночь», «Таллинн», «Аквилон», «Estuaire».
- в российских поэтических сборниках, в том числе в сборниках трудов «Пенсил-клуба»
- в сборниках The National Library of Poetry, США (1997 — «The Glow Within», 1998 — «Best Poems of 1998»)
- в электронном альманахе «Присутствие»

#### Переводы
Из поэтических переводов выделяются переводы английских поэтов XVI—XVIII вв.: У.Шекспира, Р.Мэйтленда, Ф.Сидни, Э.Спенсера, — а также современных американских поэтов: Роберта Боуэна, Юзефа Коммуняки.
Основные публикации поэтических переводов:
- Сборник «Исцеление памяти». Санкт-Петербург, 1997.
- Кэрол В. Дэвис «Пора поговорить о…». Санкт-Петербург, изд."Симпозиум", 1997.
- Вестник Филологического факультета. Санкт-Петербург, 2000.
- Журнал «Звезда», № 10, 2003.
- Сборник «Своими словами» памяти Александра Гуревича. Санкт-Петербург, Изд. «Борей-Арт», 2004.
- Антология «Семь веков английской поэзии». Москва, изд. «Водолей Publishers», 2007.

Также переводил прозу: от произведений таких мастеров, как У. Фолкнер, Ф. Купер, Э.Питерс, до изящных юмористических рассказов. Выполнил перевод на английский язык звуковой дорожки к кинофильму Юрия Мамина «Русские страшилки» («Grim Tales from Russia»).